# Yolande Okia Picard
Yolande Okia Picard, née en 1954, est une conteuse, écrivaine, musicienne et artisane traditionnelle de la nation huronne-wendat.

## Biographie
Yolande Okia Picard est née en 1954 à Val-d’Or. Elle s’installe à Wendake, le village natal de son père, en 1980.
C’est au début des années 1990 qu’elle commence à voyager afin de partager ses contes et ses histoires. Vêtue d’habits traditionnels et de bijoux artisanaux qu’elle fait elle-même, elle anime, conte et participe à des nombreux événements culturels dans les bibliothèques du Grand Montréal, à l’Université Laval, à la Bibliothèque de Québec, à Québec en toutes lettres, à Charlevoix et dans de nombreux autres festivals,.
Elle est particulièrement impliquée à la maison longue de l’Hôtel-Musée Premières Nations, à Wendake, où elle anime des soirées dans lesquelles se mêlent mythes, légendes, chant et cuisine,. À la fin de ses prestations, le public est souvent invité à chanter et à danser. En 2021, elle est aussi présente au Rendez-Vous des Artisans et Artistes de Wendake.
Elle publie deux recueils de contes et légendes à un an d’intervalle, en 1998 et 1999 : Okia te conte, légendes et récits amérindiens. Même si elle est huronne-wendat, « son répertoire est varié et provient de différentes nations amérindiennes du Québec ». Il faudra attendre vingt ans avant que paraisse son troisième livre, Les treize lunes d’Okia : légendes et récits, qui s’inspire de récits traditionnels wendat, Cris et Ojibwés.
Outre son travail d’écrivaine, l’artisanat est partie prenante de la vie de l’artiste : broderies en poils d’orignal, ouvrages travaillés aux piquants de porc-épic, hochets en courge, attrapeurs de rêves et roues de médecine sont tous des objets qu’elle fabrique de ses mains.
En 2008, à l’occasion de la création du Carrefour des littératures autochtones de la Francophonie (CILAF), Louis-Karl Siouï-Picard, Georges Siouï, André Dudémaine et Yolande Okia Picard reçoivent un collier de la part de Flora Devatine, qui souhaite honorer leur rôle de porteurs de l’esprit des Premières Nations au Québec.

## Œuvres

### Jeunesse
- Okia te conte, 1: Légendes et récits amérindiens, Wendake, Éditions de la Griffe de l'aigle, 1998, 46 p. (ISBN 9782980511134)
- Okia te conte, 2: Légendes et récits amérindiens, Wendake, Éditions de la Griffe de l'aigle, 1999 (ISBN 9782980511141)

### Contes
- Les treize lunes d'Okia : légendes et récits (ill. Francine Picard), Wendake, Éditions Hannenorak, 2019, 107 p. (ISBN 9782923926384)